# Douglas Hurd
Douglas Richard Hurd, barone Hurd di Westwell (Londra, 8 marzo 1930), è un politico e scrittore britannico.
Esponente del Partito Conservatore, ha ricoperto importanti incarichi di governo durante gli anni ottanta ed i primi anni novanta. Dal 1997 è membro della Camera dei Lords.

## Biografia

### Carriera politica
Nato in una famiglia impegnata in politica da due generazioni (sia il padre che il nonno erano stati membri della Camera dei Comuni), Hurd frequentò Eton e si laureò in Storia a Cambridge. Nel 1952 entrò in diplomazia ed ebbe modo di lavorare a Pechino, New York presso la sede dell'ONU, e a Roma. Nel 1966 abbandonò il servizio diplomatico e si iscrisse al partito conservatore.
Tra il 1970 ed il 1974 fu segretario politico del Primo Ministro Edward Heath. Nel 1974 venne eletto alla Camera dei Comuni nel collegio di Mid Oxfordshire (1974-1983) e poi di Witney (1983-1997).

#### Al governo (1979-1995)
La vittoria dei conservatori alle elezioni del 1979 portarono al governo Margaret Thatcher. Hurd entrò nell'esecutivo come sottosegretario (junior minister) prima agli Interni e successivamente agli Affari Esteri. Nel settembre 1984 venne chiamato a sostituire Jim Prior come Ministro per l'Irlanda del Nord, incarico che lasciò meno di anno dopo per diventare Ministro degli Interni. Nei quattro anni di carica (1985-1989), si distinse per le misure mirate all'inasprimento delle pene ed ai tentativi di miglioramento dei processi di riabilitazione e re-inserimento dei detenuti nella società.
Nell'Ottobre 1989 prese il posto di John Major in qualità di Ministro degli Esteri. Il principale obbiettivo della sua nuova azione politica fu l'abbandono dell'eccessivo antieuropeismo della signora Thatcher per avvicinare il Regno Unito al processo di unificazione monetaria.
Le dimissioni di Margaret Thatcher alla fine del novembre del 1990 aprirono, all'interno del partito conservatore, le condizioni per l'elezione di un nuovo leader. Ai principali contendenti per la successione, John Major e Michael Heseltine, si aggiunse Hurd. Ben presto, dopo la vittoria di Major, Hurd sancì la propria fedeltà al nuovo leader del partito e conservò nel nuovo governo il ruolo di Ministro degli Esteri.
Nonostante il contributo dato al processo di creazione dell'Unione Europea, Hurd fu aspramente criticato per le decisioni prese in merito alla guerra in Bosnia. Fu sostenitore di una politica di non-intervento a favore della Bosnia contro la Serbia, contrariamente a quanto chiesto da Germania, Francia e, in seguito, anche dagli USA.
All'azione militare preferì l'intervento umanitario dell'ONU.
Si è speculato molto sugli interessi del Foreign Office nei Balcani e le influenze che hanno condizionato le scelte di Hurd.
La politica di compromesso verso la Serbia attirò su Hurd numerose critiche: il presidente francese Chirac accusò il ministro degli esteri inglese di essere un nuovo Neville Chamberlain. Le polemiche portarono Hurd alle dimissioni ai primi di luglio del 1995.
Nel 1997 divenne Barone ed entrò nella Camera dei Lords.

### Altre attività
Hurd è anche romanziere: ha scritto infatti diversi thriller a sfondo politico e fantapolitico.
Nell'Ottobre del 1995 è entrato nel consiglio di amministrazione della Natwest. Nel 1999 ha presieduto una Commissione per la revisione e la riforma delle funzioni dell'arcivescovo di Canterbury.